# Rigoberto Doménech Valls
Rigoberto Doménech Valls (Alcoy, 15 de noviembre de 1870-Zaragoza, 30 de mayo de 1955) fue arzobispo español. Ocupó los cargos de obispo de Mallorca (1916-1924) y arzobispo de Zaragoza (1924-1955).

## Biografía

### Primeros años y formación
Nació en Alcoy en 1870. Ingresó en el Seminario Central de Valencia en 1882 para cursar sus estudios de latín, humanidades, filosofía, teología y derecho canónico. En 1893 obtuvo el doctorado en Sagrada Teología, y en 1897 obtuvo el doctorado en Derecho canónico. Fue ordenado sacerdote el 19 de mayo de 1894.  

### Vida sacerdotal y docente
De 1893 a 1897 fue catedrático de Teología dogmática en el Seminario Central de Valencia. Al ser creada la Universidad Pontificia de Valencia se le concedió una cátedra de la Facultad de Teología.  
En 1902 obtuvo, por oposición, el cargo de canónigo de la catedral de Valencia y fue nombrado decano del Colegio de Doctores de la Facultad de Derecho canónico de la Universidad Pontificia recientemente erigida. En 1906 fue nombrado rector del Seminario Central de Valencia.

### Episcopado
En 1916 fue nombrado obispo de Mallorca. Fue designado senador por el Arzobispado de Valencia en 1918.
Posteriormente, en 1924,  pasó a ocupar la seo zaragozana, donde creó la Acción Católica en todos los pueblos de la diócesis. 
Falleció en la capital aragonesa el 30 de mayo de 1955.

## Distinciones
- Gran Cruz de la Orden de Isabel la Católica (1948).[6]

- Gran Cruz y Collar de la Orden de San Raimundo de Peñafort.
- Gran Cruz de la Orden Imperial del Yugo y las Flechas (1954).[7]
- Gran Cruz de la Orden de Carlos III (1955).[8]
- Medalla de oro de la ciudad de Zaragoza y de la provincia de Zaragoza.
- Hijo adoptivo de la ciudad de Zaragoza y de la provincia de Zaragoza.[9][10]

## Sucesión
| Predecesor: Pedro Juan Campins Barceló | Obispo de Mallorca 1916-1924    | Sucesor: Gabriel Llompart Jaume     |
| Predecesor: Juan Soldevila y Romero    | Arzobispo de Zaragoza 1924-1955 | Sucesor: Casimiro Morcillo González |

- Datos: Q16170398
- Multimedia: Rigoberto Domenech / Q16170398